# Любовная лихорадка (фильм)
«Любовная лихорадка» (англ. A Love Song for Bobby Long, другое название — «Любовная песня для Бобби Лонга») — драматический фильм 2004 года режиссёра Шейни Гейбла. Премьера состоялась 2 сентября 2004 года на Венецианском кинофестивале.

## Сюжет
18-летняя девушка Перслейн возвращается в родной Нью-Орлеан после смерти её матери. В оставленном ей маленьком деревянном домике она знакомится с преподавателем литературы, алкоголиком Бобби Лонгом (Траволта) и писателем Лоусоном Пайнсом. Перси предстоит узнать много тайн о прошлом её семьи.

## В ролях
| Актёр              | Роль              |
| ------------------ | ----------------- |
| Джон Траволта      | Бобби Лонг        |
| Скарлетт Йоханссон | Перслейн Уилл     |
| Гэбриел Махт       | Лоусон Пайнс      |
| Дебора Кара Ангер  | Джорджианна       |
| Дэн Роадс          | Сесил             |
| Дэвид Йенсен       | Джуниор           |
| Клейн Кроуфорд     | Ли                |
| Сонни Шройер       | Эрл               |
| Кэрол Саттон       | Рути              |
| Уоррен Коул        | Шон               |
| Дуглас М. Гриффин  | человек №1        |
| Лиэнн Кокран       | девушка в трамвае |
| Брук Мюллер        | Сэнди             |

## Награды и номинации
- 2005 — номинация на премию «Золотой глобус» в категории «Лучшая женская роль — драма» (Скарлетт Йоханссон).
- 2005 — 2 номинации на премию «Prism Awards» в категориях «Лучший актёр» (Джон Траволта) и «Лучшая актриса» (Скарлетт Йоханссон).

## Отзывы
Фильм получил смешанные отзывы кинокритиков. На сайте Rotten Tomatoes у фильма 43% положительных рецензий из 100. На Metacritic — 48 баллов из 100 на основе 31 рецензии. Роджер Эберт оценил фильм в 3 звезды из 4-х.